# Іванівський ботанічний заказник
Іва́нівський зака́зник — природоохоронний об'єкт, ботанічний заказник місцевого значення в Україні.

## Розташування
Заказник розташований поблизу села Підгороднє Тернопільського району Тернопільської області, у кварталах 33 і 34 Тернопільського лісництва, в межах лісового урочища «Іванівка».

## Пам'ятка
Оголошений об'єктом природно-заповідного фонду рішенням виконкому Тернопільської обласної ради від 22 липня 1977 № 360. Перебуває у віданні державного лісогосподарського об'єднання «Тернопільліс».

## Характеристика
Площа — 57 га.
Під охороною — ділянка дубово-грабового лісу, під наметом якого зростають лілія лісова та любка дволиста (види рослин, занесені до Червоної книги України).

## Галерея

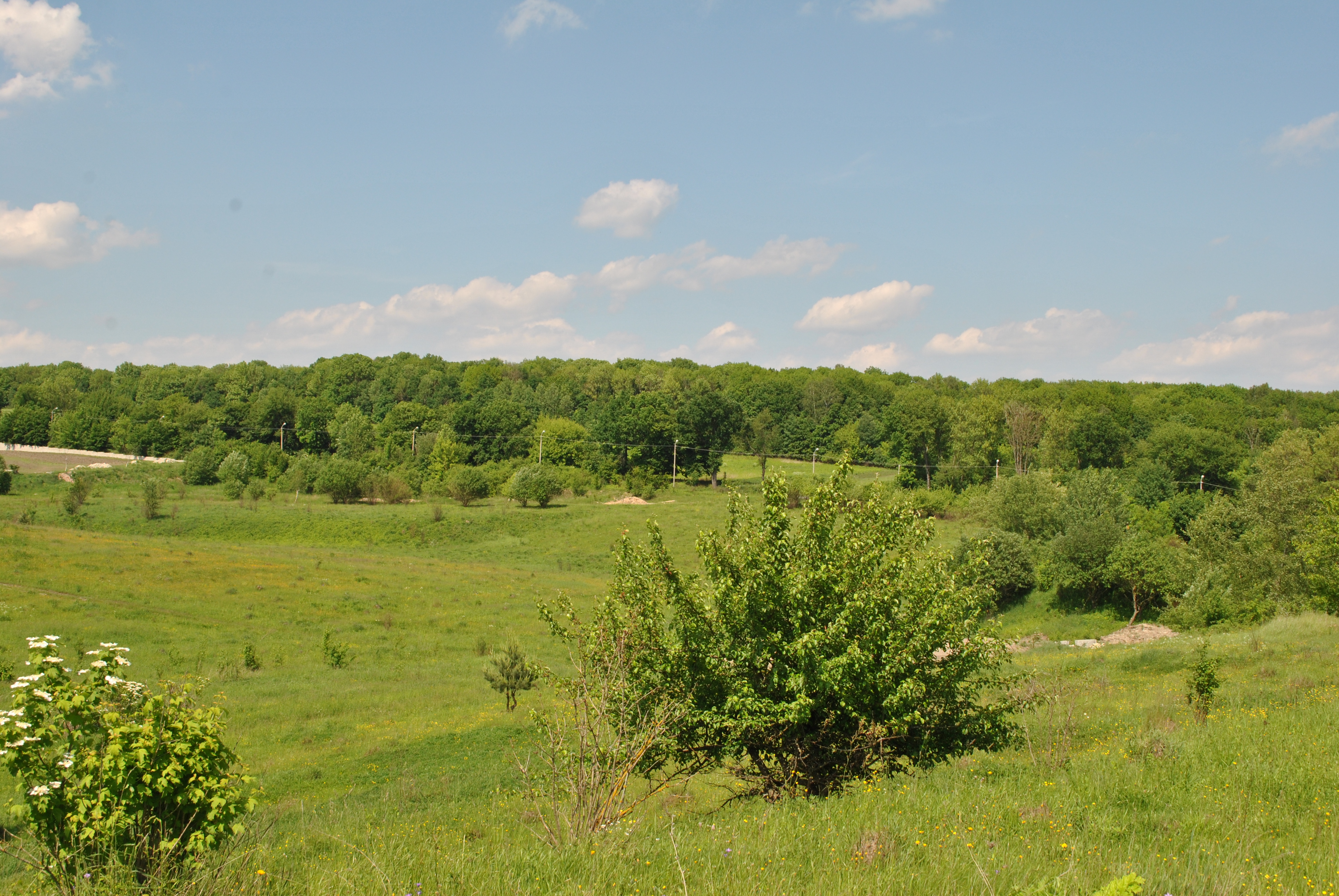
Вигляд на «Іванівський» з Галицького ботсаду лікарських рослин
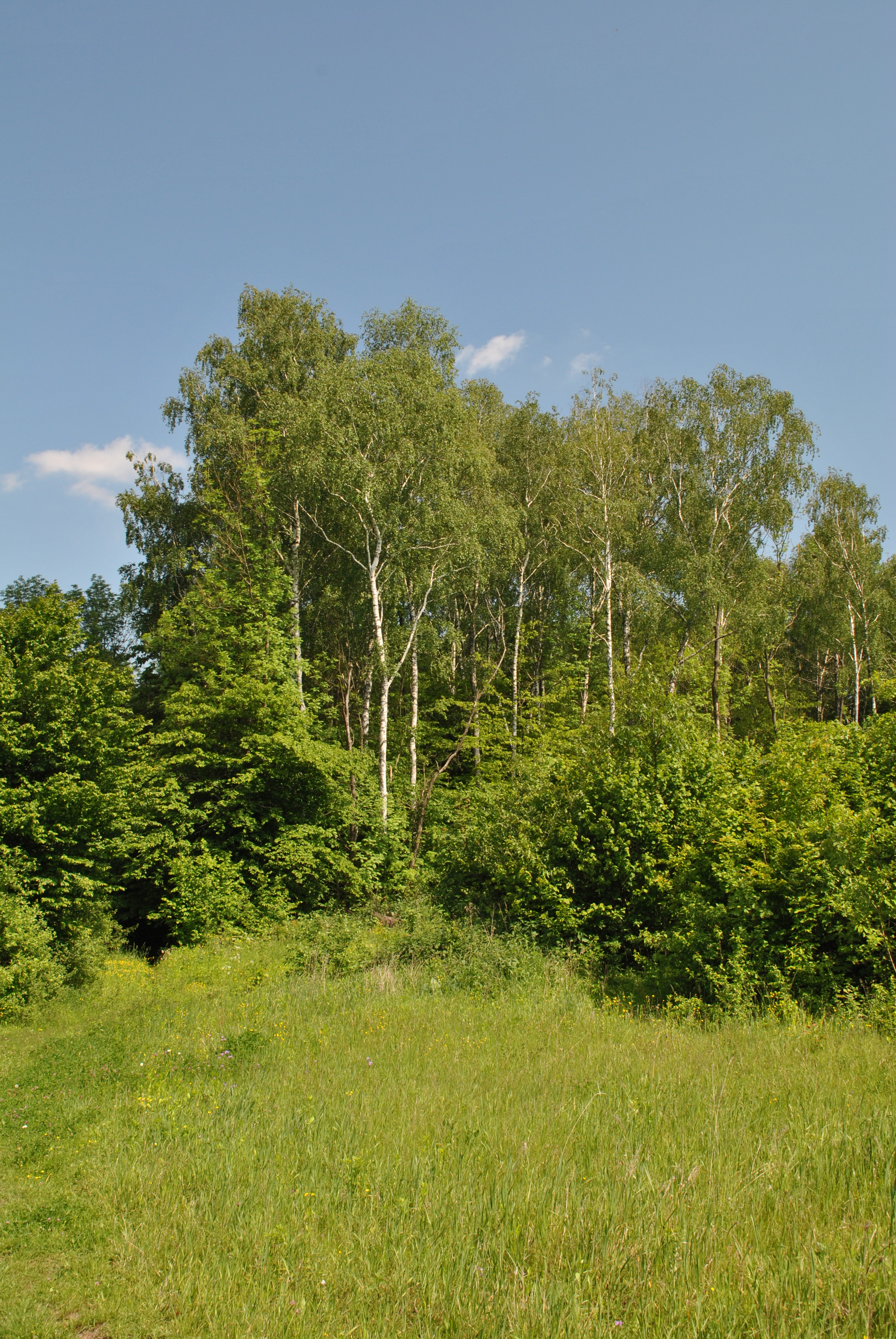
Західна околиця заказника